# 회르시

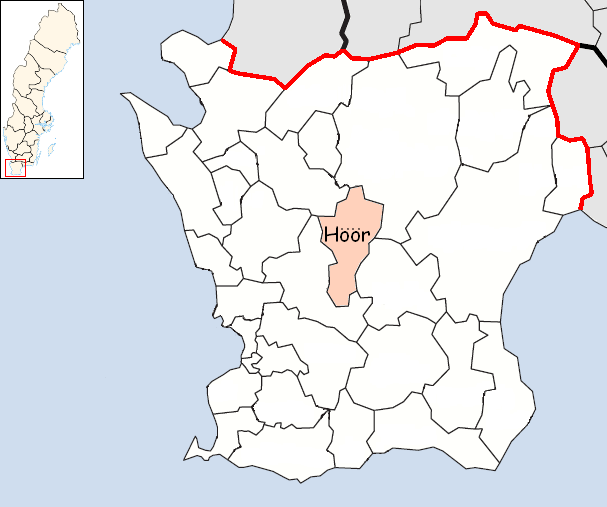
회르 시의 위치

회르시(스웨덴어: Höörs kommun)는 스웨덴 스코네주에 위치한 지방 자치체로 행정 중심지는 회르이며 면적은 320km2, 인구는 16,192명(2016년 12월 31일 기준), 인구 밀도는 51명/km2이다.

시 문장